# Chrysuronia oenone
Chrysuronia oenone е вид птица от семейство Колиброви (Trochilidae), единствен представител на род Chrysuronia.

## Разпространение
Видът е разпространен в Боливия, Бразилия, Венецуела, Еквадор, Колумбия и Перу.